# Hilara upsilon
Hilara upsilon är en tvåvingeart som beskrevs av Smith 1969. Hilara upsilon ingår i släktet Hilara och familjen dansflugor. Inga underarter finns listade i Catalogue of Life.